# بن مک کنا (بازیکن فوتبال)
بن مک کنا (انگلیسی: Ben McKenna؛ زادهٔ ۱۶ ژانویهٔ ۱۹۹۳) بازیکن فوتبال اهل بریتانیا است.
از باشگاه‌هایی که در آن بازی کرده‌است می‌توان به باشگاه فوتبال استوک‌پورت کانتی، باشگاه فوتبال استالی‌بریج سلتیک، باشگاه فوتبال وورکینگتون ای. اف. سی، و باشگاه فوتبال کارلایل یونایتد اشاره کرد.
وی همچنین در تیم‌های ملی فوتبال Northern Ireland national under-17 football team و Northern Ireland national under-19 football team بازی کرده‌است.